# Ladislau Huniade
Ladislau Huniade (în maghiară László Hunyadi; n. 1431 – d. 16 martie 1457, Buda, Regatul Ungariei), a fost un nobil maghiar și comandant de oști al Regatului Ungariei.

## Biografie
Ladislau a fost primul fiu al lui Ioan de Hunedoara și al Elisabetei Szilágyi. El a fost fratele mai mare al regelui Matia Corvin al Ungariei. 
Încă de la o vârstă fragedă și-a urmat tatăl în numeroasele campanii militare ale acestuia împotriva Imperiului otoman. Ca urmare a bătăliei de la Kosovo din 1448, pentru o perioadă a fost lăsat ca zălog al tatălui său în mâinile lui Gheorghe Brankovici (1427–1456), despotul Serbiei. 
În 1452 Ladislau a făcut parte din delegația trimisă la Viena pentru a întâmpina pe regele Ungariei Ladislau Postumul al Boemiei și Ungariei. În 1453 era deja ban al Croației și Dalmația. La dieta de la Buda din 1455, Ladislau a renunțat la toate titlurile și funcțiile sale, datorită unor acuzații din partea lui Ulrich Celje (Cillei) și alți dușmani ai familiei sale, dar până la urmă o reconciliere a fost aranjată și Ladislau s-a căsătorit cu Maria, fiica palatinului Ladislau Garai. 
După moartea tatălui său în 1456, a fost declarat de contele Ulrich de Celje (devenit Căpitan General al Ungariei, o poziție cu influență considerabilă) responsabil pentru toate așa-zisele datorii acumulate de Ioan Huniade față de regat, dar s-a apărat cu atâta abilitate de aceste alegații la dieta de la Futak (astăzi Novi Sad) din octombrie 1456, încât Ulrich de Celje a pretins o reconciliere, promițând că va proteja familia Huniade cu condiția renunțării acestora la toate castelele regale de pe domeniile lor. Un prim pas urma să fie făcut prin cedarea cetății Nándorfehérvár (astăzi Belgrad, Serbia), al cărei comandant era însuși Ladislau. Ulrich de Celje având intenția să-l însoțească pe rege la Nándorfehérvár și acolo să-l asasineze pe Ladislau chiar în cetate. Ladislau a fost însă prevenit și, în timp ce i-a întâmpinat și găzduit pe regele Ladislau al V-lea și pe Ulrich, nu a permis intrarea în cetate a armatei de mercenari care-i însoțise. În dimineața următoare (9 noiembrie 1456), Ulrich de Celje a fost ucis de oamenii lui Huniade în circumstanțe neclare.
Tânărul rege, îngrozit, l-a iertat pe Huniade, și i-a jurat mai târziu mamei acestuia, în timpul unei vizite la Castelul Huniade din Timișoara, că va proteja întreaga familie. Ca dovadă a sincerității sale, l-a numit pe Ladislau ministru de finanțe și căpitan-general al regatului. Convins că nu-l așteaptă nici un pericol după eliminarea principalului dușman al familiei sale, Huniade l-a însoțit pe rege înapoi la Buda, unde a fost arestat sub acuzația de complot împotriva regelui Ladislau, condamnat la moarte fără nici un fel de formalități legale, și decapitat la data de 16 martie 1457.
Ladislau este subiectul unei populare opere maghiară intitulată Hunyadi László, compusă de Ferenc Erkel.